# Spillekonsol
En spillekonsol er en elektronisk enhed, som kan benyttes til spille computerspil på. Den elektroniske enhed kan have påmonteret en skærm, eller den kan have en videoudgang, som kan tilkobles en skærm eller et fjernsyn.
Pr. 1. januar 2012 havde 40 % af alle danske familier en spillekonsol i hjemmet.

## Eksempler på spillekonsoller
- PlayStation-serien
  - PlayStation
  - PlayStation 2
  - PlayStation 3
  - PlayStation 4

- Xbox-serien
  - Xbox 360
  - Xbox One
  - Xbox Series X

- Nintendo-serien
  - Wii
  - Nintendo DS
  - Nintendo Switch

Af ældre spillekonsoller kan blandt andre nævnes:
- Spillekonsoller (1. generation)
- Atari-serien
- Nintendo 64
- Nintendo GameCube
- PlayStation
- Pong
- Sega Dreamcast
- Xbox